# Universidade DeVry
A Universidade DeVry (em inglês: DeVry University) é uma universidade privada com fins lucrativos com sede em Naperville, Illinois, Estados Unidos, foi fundada em 1931 por Herman A. DeVry, notadamente conhecido por ter inventado o projetor, na época o nome de DeForest Training School, o nome atual foi alterado em 2002.

## Ligações exteras
- Página oficial